# Maradzki Chojniak
Maradzki Chojniak (deutsch Maradtkenwalde) ist ein kleiner Ort in der polnischen Woiwodschaft Ermland-Masuren und gehört zu Maradki innerhalb der Landgemeinde Sorkwity (deutsch Sorquitten) im Powiat Mrągowski (Kreis Sensburg).

## Geographische Lage
Maradzki Chojniak liegt  am Nordufer des Pillacker Sees (polnisch Jezioro Piłakno) inmitten der Woiwodschaft Ermland-Masuren, 13 Kilometer südwestlich der Kreisstadt Mrągowo (deutsch Sensburg).

## Geschichte
Das einstige Maradtkenwalde bestand aus ein paar kleinen Gehöften. Der Ort – mit im Jahre 1905 neun Wohnstätten und 56 Einwohnern – war bis 1945 ein Wohnplatz innerhalb der Landgemeinde Maradtken (Maradtken) im Kreis Sensburg in der preußischen Provinz Ostpreußen.
In Kriegsfolge kam der Ort 1945 mit dem gesamten südlichen Ostpreußen zu Polen und erhielt die polnische Namensform „Maradzki Chojniak“. Heute ist er mit Głodowo (Glodowen, 1938 bis 1945 Hermannsruh) und Wilamówko dem Dorf Maradki zugeordnet, das seinerseits Sitz eines Schulzenamtes (polnisch Sołectwo) und als solches eine Ortschaft innerhalb der Landgemeinde Sorkwity (Sorquitten) im Powiat Mrągowski ist, bis 1998 der Woiwodschaft Olsztyn, seither der Woiwodschaft Ermland-Masuren zugehörig.

## Kirche
Bis 1945 war Maradtkenwalde in die evangelische Kirche Ribben in der Kirchenprovinz Ostpreußen der Kirche der Altpreußischen Union sowie in die katholische Kirche Kobulten im damaligen Bistum Ermland eingepfarrt.
Heute gehört Maradzki Chojniak kirchlicherseits ganz nach Rybno, sowohl zur dortigen evangelischen Gemeinde, einer Filialgemeinde von Sorkwity in der Diözese Masuren der Evangelisch-Augsburgischen Kirche in Polen, als auch zur katholischen Pfarrei innerhalb des jetzigen Erzbistums Ermland.

## Verkehr
Maradzki Chojniak liegt an einer Nebenstraße, die von Maradki (Maradtken) über Wola Maradzka (Maradtken Abbau) zur Woiwodschaftsstraße 600 bei Borowe (Borowen, 1938 bis 1945 Prausken) führt.